# Ron Perry
Ronald Perry, detto Ron (Garrisonville, 29 dicembre 1943), è un ex cestista statunitense, professionista nella ABA.

## Carriera
Venne selezionato dai Baltimore Bullets al settimo giro del Draft NBA 1967 (68ª scelta assoluta).

## Palmarès
- Sesto miglior giocatore di sempre in ABA per percentuale al tiro da tre punti (.343)